# Józef Kawczyński (żołnierz)
Józef Kawczyński (ur. 18 stycznia 1899 w Gorzanach, zm. 25 lipca 1920 pod Pieskami) – żołnierz armii niemieckiej, powstaniec wielkopolski, żołnierz Wojska Polskiego, kawaler Orderu Virtuti Militari.

## Życiorys
Urodził się 18 stycznia 1899 w Gorzanach, w rodzinie Wojciecha i Marianny z Matykiewiczów. Ukończył cztery klasy szkoły powszechnej. W 1911 w Janikowie wstąpił do drużyny skautowej. W 1918 wcielony do armii niemieckiej. Zwolniony, wstąpił do oddziałów powstańczych i wziął udział w powstaniu wielkopolskim na Kujawach.
3 lutego 1919 wstąpił ochotniczo do odrodzonego Wojska Polskiego i otrzymał przydział do 2. kompanii 5 pułku strzelców wielkopolskich, który później został przemianowany na 59 pułk piechoty. W jego składzie walczył w wojnie polsko-bolszewickiej. 25 lipca 1920 pod Pieskami nad Zelwianką wybiegł przed kompanię, trafił na nieprzyjacielski karabin maszynowy, rzucił granat ręczny zabijając 4 żołnierzy z obsługi i zniszczył km. Na piechotę nieprzyjaciela rzucił się z bagnetem. Poległ trafiony kulą w pierś. Za czyny bojowe odznaczony został pośmiertnie Krzyżem Srebrnym Orderu Virtuti Militari. Był kawalerem.

## Ordery i odznaczenia
- Krzyż Srebrny Orderu Virtuti Militari nr 931 – pośmiertnie 13 maja 1921[9]